# Ваздухопловно једриличарство
Ваздухопловно једриличарство је рекреативна активност и такмичарски спорт где појединци лете-пилотирају у безмоторној летјелици познатој као ваздухопловна једрилица. Прве ваздухопловне једрилице су у ствари биле планери. Планирање је лет где ваздухоплов тежи од ваздуха користи гравитацију као једину моторну-покретачку силу тако што док се креће напред стално губи висину-понире (планира). Једрење је коректан назив за лет где ваздухоплов користи кретање атмосфере да би повећао своју висину или брзину.